# Erdbeeren Romanow

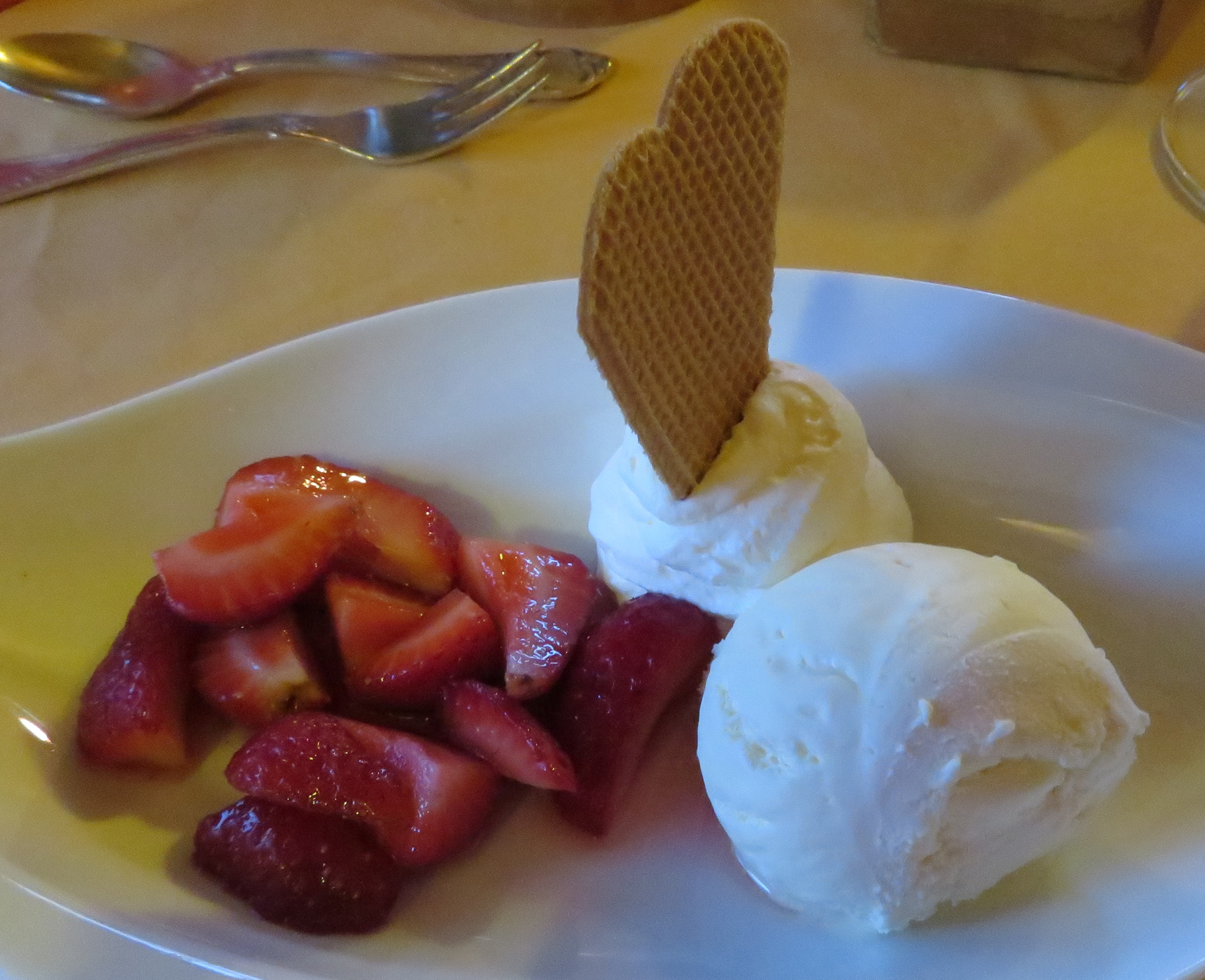
Erdbeeren Romanow

Erdbeeren Romanow oder Erdbeeren Romanov oder Erdbeeren Romanoff ist ein Dessert aus marinierten Erdbeeren und  Schlagsahne, oft in Kombination mit Vanilleeis.

## Zubereitung und Geschichte
Die gewaschenen und zerschnittenen Erdbeeren werden in Orangenlikör mariniert und mit Schlagsahne und eventuell zusätzlich mit Vanilleeis angerichtet. Das relativ schlichte Rezept soll auf Marie-Antoine Carême zurückgehen, der ab 1818 für den Zarenhof kochte. Der Franzose quittierte diesen Dienst aber bald, da er mit den Arbeitsbedingungen bzw. mit dem niedrigen Budget für die Küche nicht zufrieden war. Möglicherweise trug die aus dem Haus Romanow-Holstein-Gottorp stammende Königin Katharina von Württemberg dazu bei, dass das Rezept auch in Württemberg bekannt wurde.